# Koledari Knoll
Der Koledari Knoll (englisch; bulgarisch Коледарска могила Koledarska mogila) ist ein gebirgskammähnlicher, felsiger, in nordnordwest-südsüdöstlicher Ausrichtung 1 km langer, 320 m breiter und 350 m hoher Hügel im an der Foyn-Küste des Grahamlands im Norden der Antarktischen Halbinsel. Im nördlichen Teil der Churchill-Halbinsel ragt er 12,8 km südöstlich des Swift Peak, 17,9 km südlich des Filip-Totju-Nunataks und 20,9 km nordwestlich des Slav Point auf. Das Adie Inlet liegt nordöstlich und das Scar Inlet südwestlich von ihm.
Britische Wissenschaftler kartierten ihn 1974. Die bulgarische Kommission für Antarktische Geographische Namen benannte ihn 2013 nach dem bulgarischen Brauch Koledari.